# Timir Alexejewitsch Pinegin
Timir Alexejewitsch Pinegin (russisch Тимир Алексеевич Пинегин; * 12. Juni 1927 in Moskau; † 30. oder 31. Januar 2013) war ein russischer Sportsegler. Er nahm zwischen 1956 und 1972 fünfmal als Teil der sowjetischen Mannschaft an Olympischen Sommerspielen teil und war gemeinsam mit seinem Partner Fjodor Schutkow der erste sowjetische Olympiasieger im Segelsport sowie der erste jakutische Goldmedaillengewinner bei Olympischen Spielen.

## Karriere
Pinegin, Sohn eines jakutischen Linguisten und einer Sportschützin, war in seiner Jugend als Skifahrer tätig und 1947 Mitglied des sowjetischen Alpin-Ski-Nationalteams. Während des Zweiten Weltkriegs begann Pinegin mit dem Segelsport und entwickelte sich bis 1953 zu einem der besten sowjetischen Sportsegler, als er mit Fjodor Schutkow ein Team bildete. 1953 wurde Pinegin in der Star-Bootsklasse ein erstes Mal sowjetischer Meister, zwölf weitere Staatsmeistertitel in dieser Klasse sollten folgen. 1956 erreichten Pinegin und Schutkow bei den Olympischen Spielen in Mexiko-Stadt den 8. Platz.
1960, bei den Spielen in Rom, krönten sich Pinegin und Schutkow im Boot Tornado zu den ersten Olympiasiegern im Segeln in der Geschichte der Sowjetunion. Bei den Olympischen Spielen 1964 und 1968 nahm das Gespann zwei weitere Male in der Star-Klasse teil und erreichten den fünften bzw. sechzehnten Rang; 1964 wurden Pinegin und Schutkow zudem Europameister. Nach Schutkows Rücktritt vom aktiven Segelsport erreichte Pinegin bei seiner letzten Teilnahme an den Olympischen Spielen 1972 in der Soling-Klasse gemeinsam mit Walentin Samotaikin und Rais Galimow den siebten Rang. Pinegins größte Erfolge in der Soling-Klasse waren EM-Silber 1971 und die sowjetischen Meistertitel 1970, 1972 und 1973.
Nach seinem Rücktritt vom aktiven Sport 1973 blieb Pinegin dem Segeln als Trainer, Sportfunktionär und Kampfrichter, unter anderem bei den Olympischen Sommerspielen 1984 und 1988, erhalten.

## Erfolge und Ehrungen
- Olympische Spiele
  - Goldmedaille 1960 in der Star-Klasse
- Europameisterschaften
  - Goldmedaille 1964 in der Star-Klasse
  - Silbermedaille 1971 in der Soling-Klasse
  - Bronzemedaille 1961 und 1966 in der Star-Klasse
- Sowjetische Meisterschaften
  - 13-facher Meister in der Star-Klasse, dreifacher Meister in der Soling-Klasse
- Zeichen der Ehre 1960
- Verdienter Trainer der UdSSR